# Лукино (Конаковский район)
Лукино — деревня в Конаковском районе Тверской области. Входит в состав Городенского сельского поселения.

## География
Находится в юго-восточной части Тверской области на расстоянии приблизительно 5 км на северо-запад от поселка Редкино.

## История
Известна была с 1594 года как село. В 1627—1628 годах здесь стояли две недействующие церкви. В 1859 году учтено 28 дворов, в 1900 — 31. В период коллективизации здесь был создан колхоз «Призыв».

## Население
Численность населения: 205 человек (1859 год), 131 (1900), 29 (русские 100 %)в 2002 году, 35 в 2010.